# Красково
Кра́сково — посёлок городского типа в Московской области России. Входит в городской округ Люберцы.
Численность населения — 27 645 чел. (2024 год).
Железнодорожные платформы (Красково и Коренёво) в 27 км к юго-востоку от Казанского вокзала по Рязанской и Казанской ветке соответственно.

## География
Поселок расположен в 11 км от МКАД на реке Пехорке, вдоль Егорьевского шоссе Р105 между железными дорогами Казанского и Рязанского направлений, микрорайон Коренёво — к северу от железной дороги Казанского направления.
С востока к Красково непосредственно примыкает рабочий поселок Малаховка, а с запада — Томилино.
По западной границе посёлка протекает река Пехорка; в центре посёлка расположены заполненные водой Большой и Малый Красковский, Птичий и Кладбищенский карьеры, к северу от железной дороги — Коренёвский карьер.

## История
Первое упоминание селения встречается в писцовых книгах за 1623 год. В ней отмечены названия древних селений: Краскова-Черленникова, Машкова, Коренева, Мотякова, и подавляющего большинства соседних сел и деревень. В 1861—1917 годах село Богородское-Красково входило в состав Выхинской волости Московского уезда Московской губернии.
У Красково славная история. Именно здесь появилась первая в округе земская школа, а на деньги мецената — купца Кандыбина была построена и первая в окрестности лечебница, которая открылась 5 ноября 1898 года, которую возглавил земский врач М. С. Леоненко. За многие годы больница реконструировалась, совершенствовалась и сегодня это крупное медицинское учреждение — Люберецкая районная больница № 1. Помимо этого, в посёлке функционируют детская и взрослая поликлиники, ветеринарная клиника для домашних животных.
С появлением железной дороги в Красково стало приезжать на дачи много горожан. Хороший климат, прекрасная природа, озеро, лес, богатая растительность привлекали на отдых многих состоятельных москвичей. На рубеже XIX—XX веков местность стала популярна у дачников, здесь бывали на отдыхе известные деятели культуры и искусства: А. П. Чехов, В. А. Гиляровский, А. М. Горький, Ф. В. Гладков, Д.А. Ткач и др.
Одна из дач Краскова была базой анархистов, совершивших взрыв в Леонтьевском переулке в сентябре 1919 года.
Статус посёлка городского типа (дачного посёлка) Красково получило в 1961 году.
В 2004 году постановлением Губернатора Московской области Громова Б. В. посёлок Коренёво был присоединен к посёлку городского типа Красково, став его микрорайоном.
С 2006 до 2016 годы дачный посёлок был административным центром городского поселения Красково Люберецкого муниципального района. С 2017 года входит в городской округ Люберцы. Красково вместе с рабочим посёлком Малаховка подчинены в администрации городского округа территориальному управлению Красково-Малаховка.
В настоящее время усадебные пруды превратились в болота, парковые деревья пошли на строительство соседских дач, деревянный усадебный дом сгорел, но стародачная атмосфера сохраняется по сей день.
В 2024 году дачный посёлок преобразован в посёлок городского типа.

## Население
| 1926    | 1939    | 1959    | 1979    | 1989    | 2002    | 2006    | 2009    |
| ------- | ------- | ------- | ------- | ------- | ------- | ------- | ------- |
| 1317    | ↗6927   | ↗10 107 | ↗12 399 | ↗13 806 | ↘11 930 | ↗20 154 | ↘20 059 |
| 2010    | 2012    | 2013    | 2014    | 2015    | 2016    | 2017    | 2018    |
| ↗21 250 | ↗22 006 | ↗22 624 | ↗22 883 | ↗23 386 | ↗23 770 | ↗24 068 | ↗24 364 |
| 2019    | 2020    | 2021    | 2023    | 2024    |         |         |         |
| ↗24 366 | ↘23 910 | ↗27 306 | ↗27 576 | ↗27 645 |         |         |         |

## Экономика
На территории Краскова зарегистрировано 1108 предприятий и организаций. Наиболее высокие объемы производства имеют: ЗАО «Весоизмерительная компания Тензо-М», ООО «Машковский завод противопожарных изделий и красок», ООО «Энерготекс», ООО «Вемина Авиапрестиж», ООО «Лазер-Стиль».
Наряду с крупными компаниями на территории поселения осуществляют деятельность предприятия и организации малого и среднего бизнеса. По состоянию на январь 2016 года их количество достигло 645.
На территории поселения работают торговые сети федерального значения ПАО «Дикси Юг» (магазины «Дикси»), ПАО «Тандер» (магазины «Магнит»).
Услуги связи оказывают ООО «АВК ВЕЛКОМ» и ООО «Рескон», ОАО «Ростелеком».

## Культура
В посёлке действуют детские дошкольные и общеобразовательные учреждения, центр развития ребёнка, стадион, спортивная школа. Работают государственный профессиональный лицей, который с 1 января 2013 года получил статус техникума. Имеются культурный центр, детская театр-студия «Образ», школа искусств, детский клуб раннего развития и дошкольного обучения «Мышастик». Выпускается еженедельная газета «Наше Красково сегодня».
На территории городского поселения действуют три основных школы: № 55, № 59 (с открытым в 2015 году филиалом в д. Марусино) и гимназия № 56.
В 2013 г. открылся Гуманитарно-социальный институт.
Красковский культурный центр на сегодняшний день является одним из лучших учреждений культуры не только района, но и области. Здесь работает 30 клубных формирований с числом участников более 800 человек. Гордостью Красково стали творческие коллективы культурного центра: Народный коллектив Хор русской песни, Образцовые хореографические ансамбли: «Волшебная страна» и «Джем», Образцовый вокальный ансамбль «Нотка», ансамбль индийского и арабского танца «Саргам» и многие другие. Детские и взрослые самодеятельные артисты, выступая на международных, областных, районных фестивалях и конкурсах, занимают призовые места, достойно представляя Московскую область. 
Театральная школа-студия «Образ» работает на базе Красковской средней общеобразовательной школы № 55. Ученики с начальных классов имеют возможность заниматься в этой студии. Это позволяет детям не только получить театральные знания, но и научиться правильно говорить, обрести уверенность в себе, повысить свой культурный уровень. Учитывая, что в школе-студии работают профессиональные артисты, «Образ» добился очень высоких результатов в работе, они являются победителями и лауреатами различных районных, областных, российских и международных фестивалей и конкурсов. Дети, оканчивая школу, успешно поступают в театральные ВУЗы и снимаются в известных телевизионных сериалах, играя в них главные роли.
Работает Красковская школа искусств «Гармония», где занимается более 230 юных жителей посёлка, приобщаясь к искусству на отделениях фортепиано, скрипки, вокала, народных инструментов, синтезатора и компьютерной музыки, духовых инструментов, изобразительного искусства.
На территории посёлка работает Институт повышения квалификации и переподготовки руководящих работников и специалистов строительной индустрии и промышленности строительных материалов строительного комплекса России, ныне входит в Роскапстрой.

## Достопримечательности

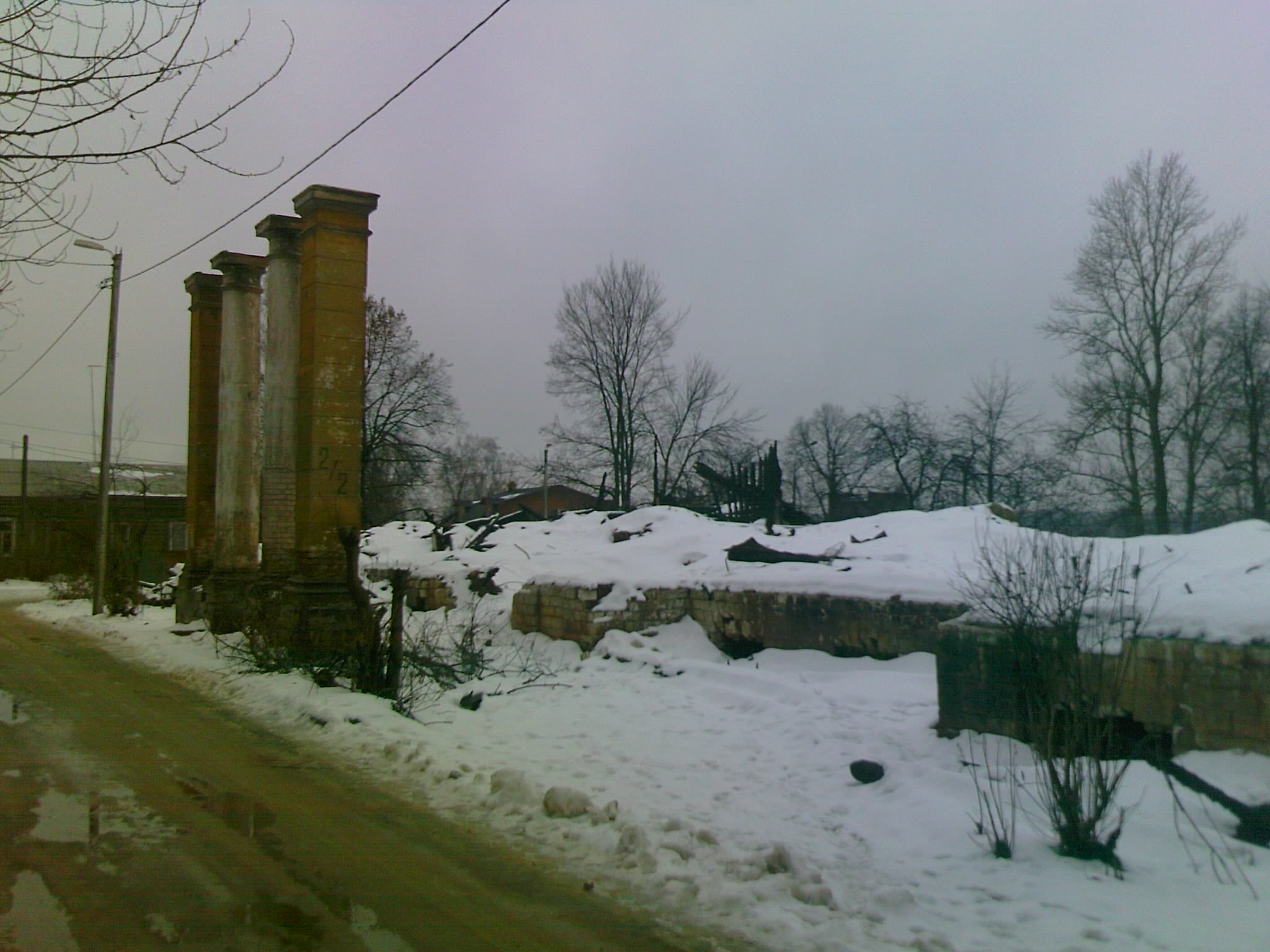
Руины усадьбы после пожара

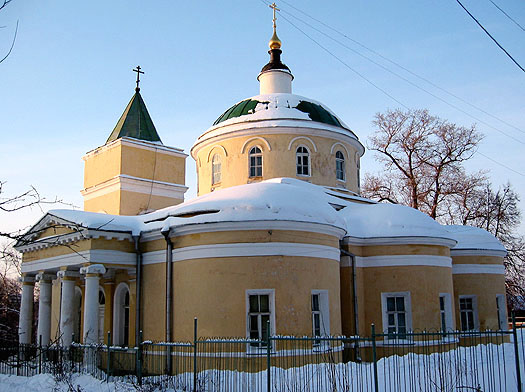
Владимирская церковь

В посёлке была расположена старинная усадьба князей Трубецких «Красково-Богородское» (XVIII век)  на берегу реки Пехорки. После революции 1917 года имение сильно пострадало (парк вырублен, большая часть территории застроена). К началу 21 века сохранились церковь, служебные флигели, хозяйственный двор и ограда из необработанного камня. В ночь с 9 на 10 июля 2011 года главный дом усадьбы сгорел. 
Кирпичная Церковь Иконы Божией Матери Владимирская в стиле ампир была построена в 1831—1832 годах по проекту архитектора Т. М. Шестакова на средства И. Д. Орлова. 
Вторая церковь в Красково ранее относилась к деревне Коренево (ныне микрорайон) - Храм Преображения Господня в Кореневе. Построен из красного кирпича в стиле позднего барокко, освящен в 1777 году. 

## В литературе
Гиляровский в заметке «Сюжет рассказа „Злоумышленник“» описал встречу и знакомство Чехова с крестьянином Никитой Пантюхиным (Хромым) в подмосковном дачном местечке Красково. Никита Пантюхин был «великим мастером по ловле налимов» и в качестве грузил использовал железнодорожные гайки.

В. А. Гиляровский «Сюжет рассказа "Злоумышленник"»:

А. П. старался объяснить Никите, что отвинчивать гайки нельзя, что из-за этого может произойти крушение поезда, но это было совершенно непонятно мужику: "Нешто я все гайки-то отвинчиваю? В одном месте одну, в другом — другую… Нешто мы не понимаем, что можно а что нельзя!?!?!! "